# Žabnjak štitonosni
Žabnjak štitonosni (kolovrc,  opojnica, otrovna zlatica, otrovnica, štitonosni žabnjak, žabnjak kolovrc; lat. Ranunculus thora) zeljasta trajnica jarko žutih cvjetova iz porodice žabnjakovki. Raširena je po velikim dijelovima Europe, od Ukrajine do Španjolske, uključujući  Hrvatsku, Poljsku, Rumunjsku, Francusku, Italiju, Švicarsku, Austriju, bivšu Čehoslovačku i Albaniju.
Naraste od 5 do 40 cm visine. Listovi su bazalni i pubrežasti, a plodovi orašasti. otrovna je.
Žasti

## Sinonimi
- Ranunculus dubius Rouy & Foucaud
- Ranunculus insubricus Ces.
- Ranunculus pardalianches Steud.
- Ranunculus renifolius St.-Lag.
- Ranunculus schottii Dalla Torre
- Ranunculus scutatus Waldst. & Kit.
- Ranunculus scutatus Schott ex Dalla Torre
- Ranunculus squamosus Dulac
- Thora venefica Fourr.